# Karl XIV Johans staty, Stockholm
Karl XIV Johans staty är en ryttarstaty över Karl XIV Johan, Sveriges och Norges konung 1818–1844. Kungen är avbildad med fältmarskalksstav i handen och statyn symboliserar hans intåg i Stockholm som nyvald kronprins 1810. Statyn invigdes ursprungligen 1854 och är sedan 2018 placerad på Slottsbacken, utanför södra valvet på Stockholms slott.
Statyn beställdes av Karl XIV Johans son Oscar I, som betalade den ur sin egen "hand cassa". Skulpturen är ett verk av konstnären Bengt Erland Fogelberg och göts i München 1851–1854 av Ferdinand von Miller den äldre. Statyn placerades vid Slussen, med kungen ridande mot norr in i staden, och invigdes den 4 november 1854 av Oscar I. Då Slussen byggdes om på 1930-talet fick statyn en ny sockel och vändes samtidigt, så att kungen red mot söder. Statyn stod i 161 år vid Slussen, innan den åter flyttades i november 2015 i samband med att Slussens ombyggnad påbörjades. Statyn fick en provisorisk placering bredvid Slottet där ytterligare en ny sockel uppfördes 2018, för att sedan den 16 december samma år återinvigas av kung Carl XVI Gustaf.

## Historik

### Tillkomst
I november 1844 meddelade Oskar I vid en audiens på Stockholms slott sitt beslut att resa en ryttarstaty över fadern. Den skulle placeras "någonstans inom tullarna". Oskar I lät beställa den hos skulptören Bengt Fogelberg. Vid tiden var Fogelberg bosatt i Rom men han utförde ändå flera stora uppdrag i Sverige och under 1840-talet fick han beställningen på en ryttarstaty föreställande Karl XIV Johan. Ursprungligen ville Fogelberg visa kungen med dragen värja på slagfältet på en galopperande häst men Oskar I hade en annan vision, han ville se fadern “med den otäcka hatten” och med fältmarskalksstav i handen. Så kom det sig att ryttarstatyn symboliserar kronprinsens intåg i Stockholm den 2 november 1810. Skulpturen göts i brons i München i ett stycke, bortsett från huvudet och ena armen. Statyn fördes därefter över land till Amsterdam och transporterades därefter med båt till Stockholm. Ingenjören Nils Ericson hade förberett platsen och själva grundläggningen och uppförandet av piedestalen utfördes av majoren i Väg- och vattenbyggnadskåren Carl Edward Norström biträdd av löjtnanten Johan Adolf Berg. Statyn placerades ursprungligen på den år 1850 färdigställda Slussen som hade utformats av Nils Ericson. Platsen hade bestämts av Oskar I men Fogelberg gillade inte valet, han hade hellre sett statyn mera centralt placerad.

Statyn avtäcks den 4 november 1854 i närvaro av bland annat kungafamiljen och paraderande trupper. Målning av Carl Stefan Bennet. Nationalmuseum.

### Avtäckning
Den 4 november 1854, på dagen 40 år efter upprättandet av den Svensk-norska unionen, avtäcktes statyn under högtidliga former. Redan på morgonen strömmade folk till. Vid 11-tiden på dagen marscherade trupper upp på Skeppsbron och fram till statyn, kronprins Karl (XV) förde befäl dagen till ära. Därpå anlände drottning Josefina, änkedrottningen Desideria, kronprinsessan Lovisa och prinsessan Eugénie. På kvällen gavs middag på slottet för fler än sjuhundra personer. Festligheterna avslutades på Kungliga Operan. Samma dag utnämnde Oskar I Fogelberg till kommendör av Nordstjärneorden och Nils Ericson adlades. I samband med invigningen delades även Karl Johansmedaljen ut till de soldater som deltagit i paraden, samt senare till de levande officerare som deltagit i Karl Johans krig 1813-14.

### Omplaceringar och renovering

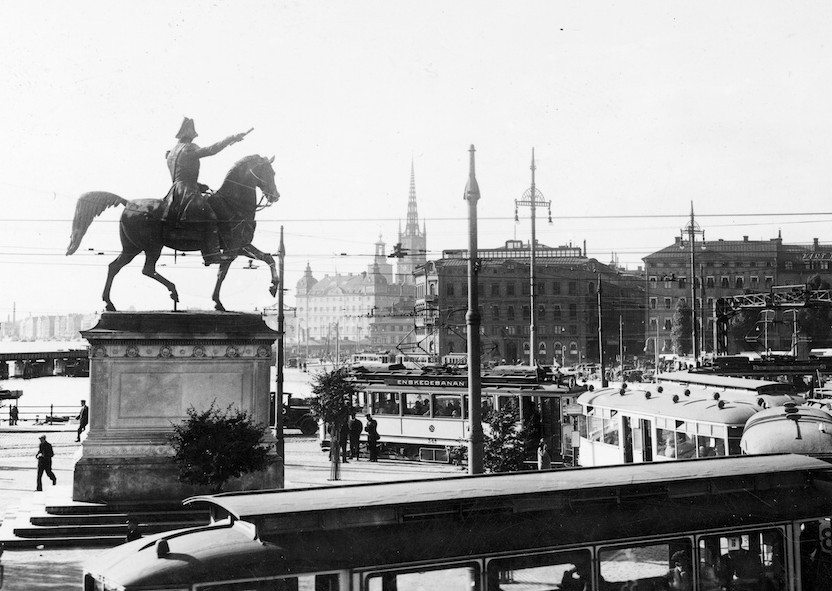
Karl XIV Johan rider mot norr. Foto 1922.

I samband med Slussens ombyggnad 1931–1935 flyttades och vändes statyn så att fursten red ut ur staden mot Södermalm. En inskription på sockeln berättade därom. Då hade den ursprungliga sockeln av Carraramarmor vittrat sönder och byttes ut med en av granit som var högre än den ursprungliga.
Inför ombyggnaden för Nya Slussen flyttades Karl XIV Johans staty i november 2015 till en provisorisk plats på Gubbens gård utanför Livrustkammaren vid Slottsbacken. Här genomgick statyn en renovering på uppdrag av Statens Fastighetsverk. Därefter flyttas den ytterligare en gång lite längre upp på Slottsbacken, ungefär i höjd med Slottets södra valv. Det beslutades därefter att Karl XIV Johans staty skulle få en permanent placering på Slottsbacken. En ny sockel i granit, lägre än den gamla, uppfördes. Statyn återinvigdes den 16 december 2018 av kung Carl XVI Gustaf i närvaro av den övriga kungafamiljen.

## Utseende
Ryttarstatyn föreställer Karl XIV Johan när han som kronprins anländer till Stockholm år 1810. Kungen bär en svensk fältmarskalksuniform, samt bär Serafimerordens band över höger axel. På bröstet bär han Serafimerordens kraschan, samt under denna till höger tecken för Riddare med Stora Korset av Svärdsorden (ett upprättstående svärd), samt bredvid denna bröstkorset för riddare av Carl XIII:s orden. På bröstet bär även kungen den italienska Järnkroneorden samt riddartecknen för Nordstjärneorden samt Vasaorden. Runt halsen bär han även halskorset för en riddare av Carl XIII:s orden. Hästen bär ornerade sadeltyg och på bröstremmen syns Sveriges Tre kronor. På sadelgjorden syns både Fogelbergs och von Millers namn.

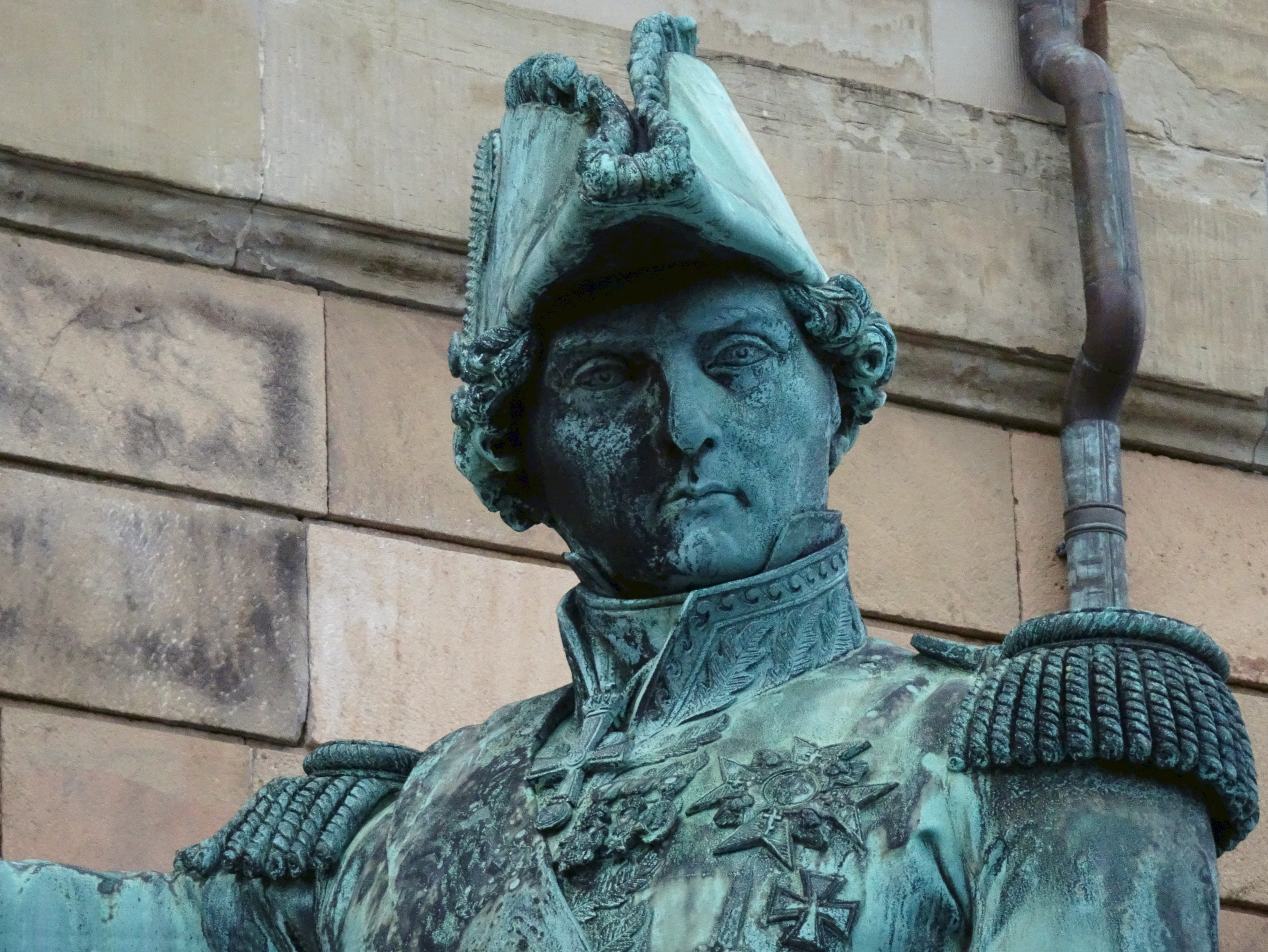
Detalj

### Postamentet
Ursprungligen stod statyn på ett postament av granit, utformat som fem trappsteg, som ledde upp till piedestalen som var rektangulär och huggen i carraramarmor skapad av bildhuggaren Jakob Lundberg. Den var rikt utsmyckad och den norra sidan bar Stora riksvapnet omgivet av Serafimerordens kedja, den södra sidan visade årtalet MDCCCLIIII (1854), den vänstra sidan sågs orden Åt Carl XIV Johan, Brödrafolkens Fader, af Oscar I.. Statyn vände sig då mot Gamla stan, som om han kom ridande från Södermalm.
Då Slussen byggdes om på 1930-talet flyttades statyn från sin ursprungliga plats, till ett läge längre söderut. Man vände också på statyn, så att den vände sig mot söder, och ser ut att rida ut från staden mot Södermalm. Även postament och piedestalen ändrades, och den nya var tillverkade i granit.
Efter att statyn flyttats från Slussen 2015 byggdes ett nytt postament i granit på Slottsbacken, där statyn placerades 2018.

## Bildgalleri

Vid Slussen
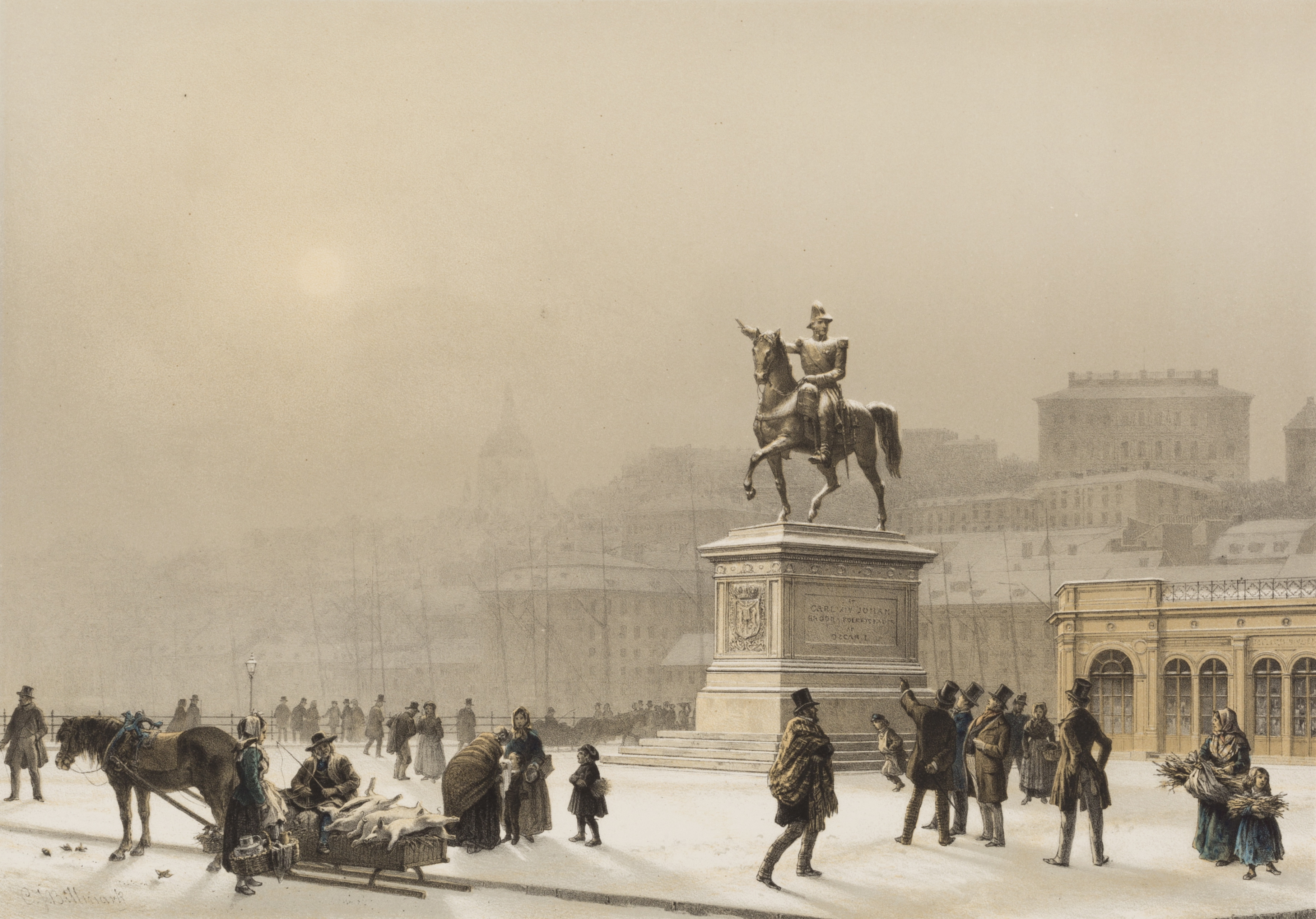
Karl XIV Johans staty. Färglitografi av Carl Johan Billmark, omkring 1860
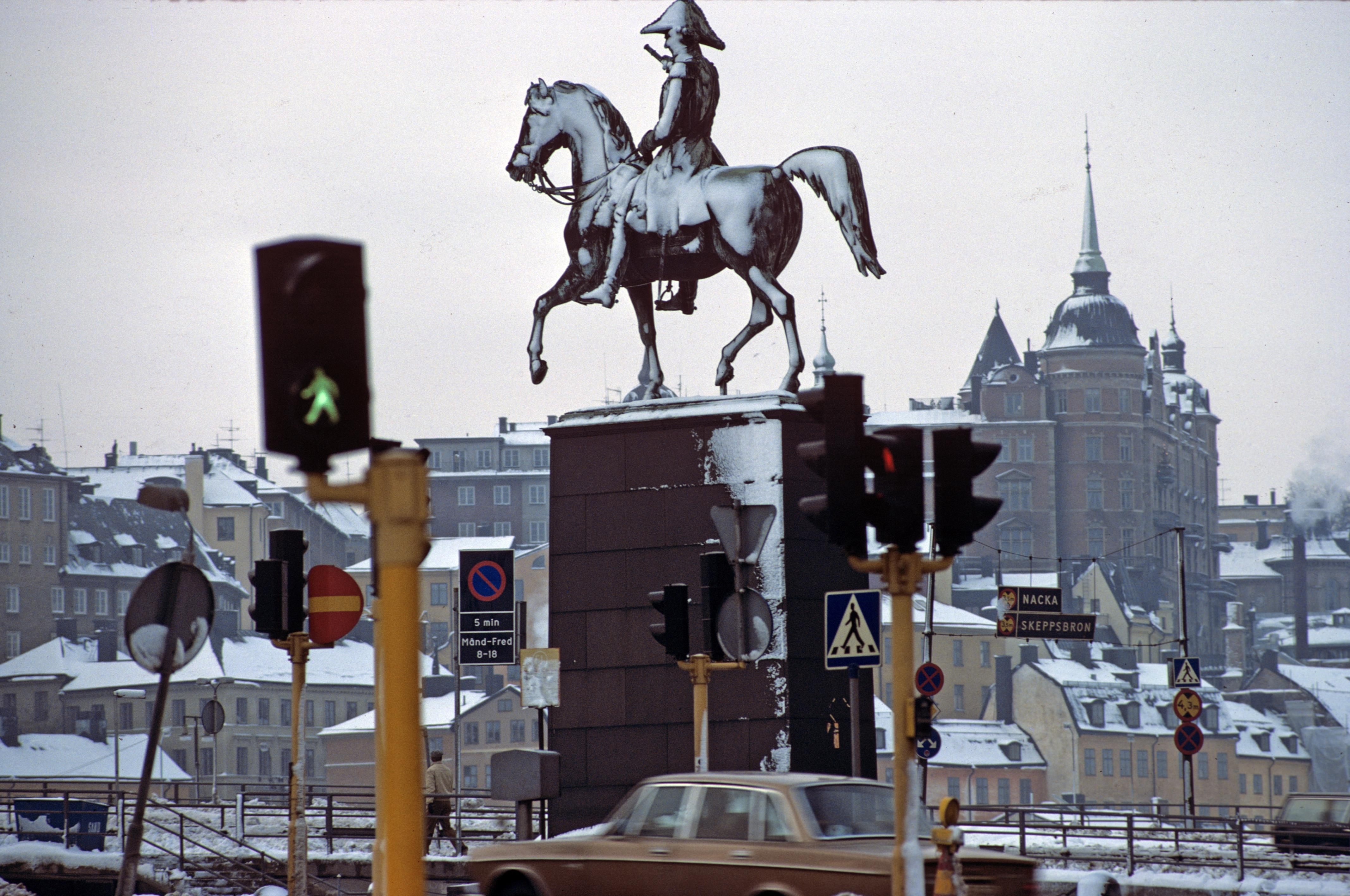
Karl XIV Johans staty i början av 1970-talet.
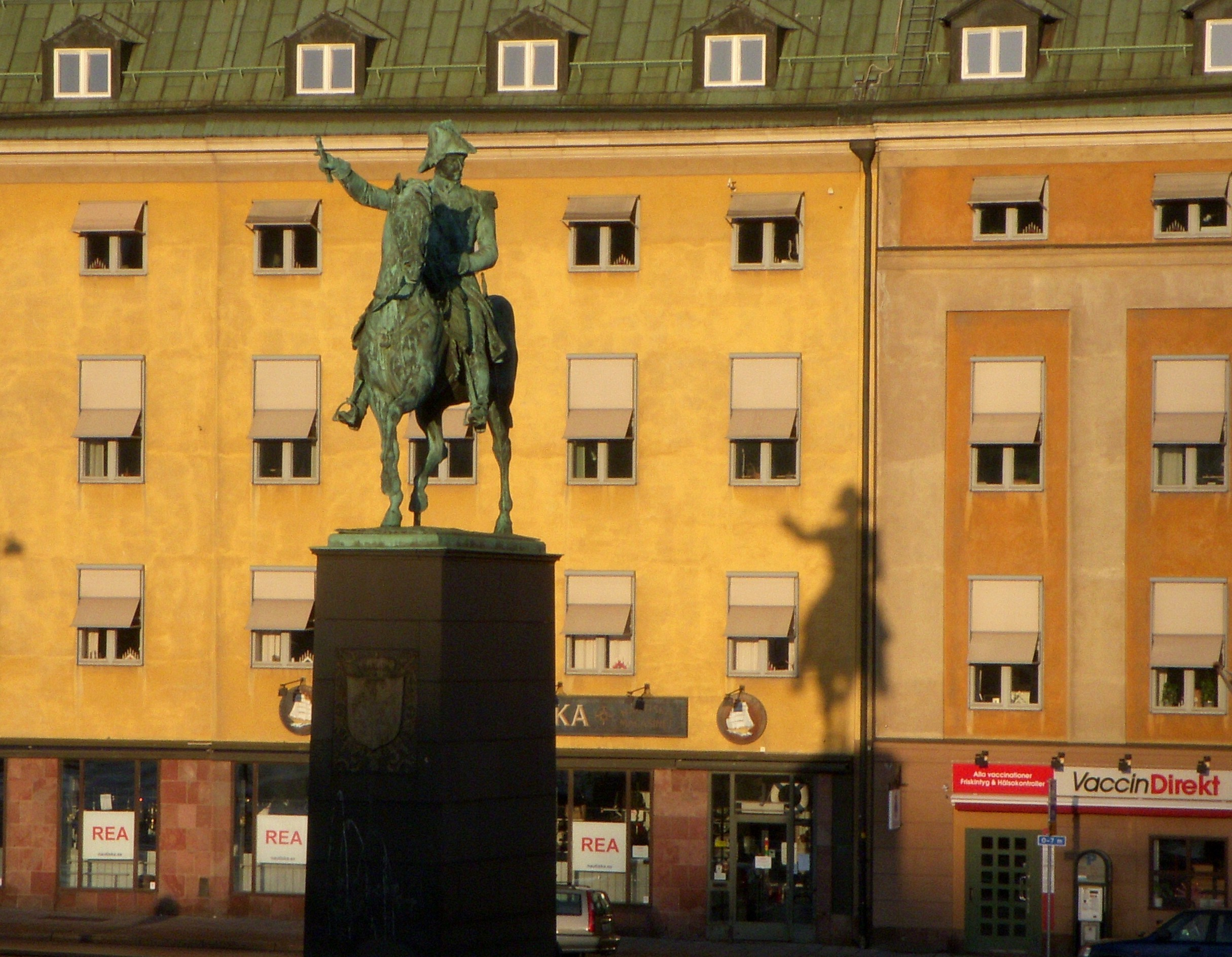
Karl XIV Johans staty och skuggan på Räntmästarhuset.
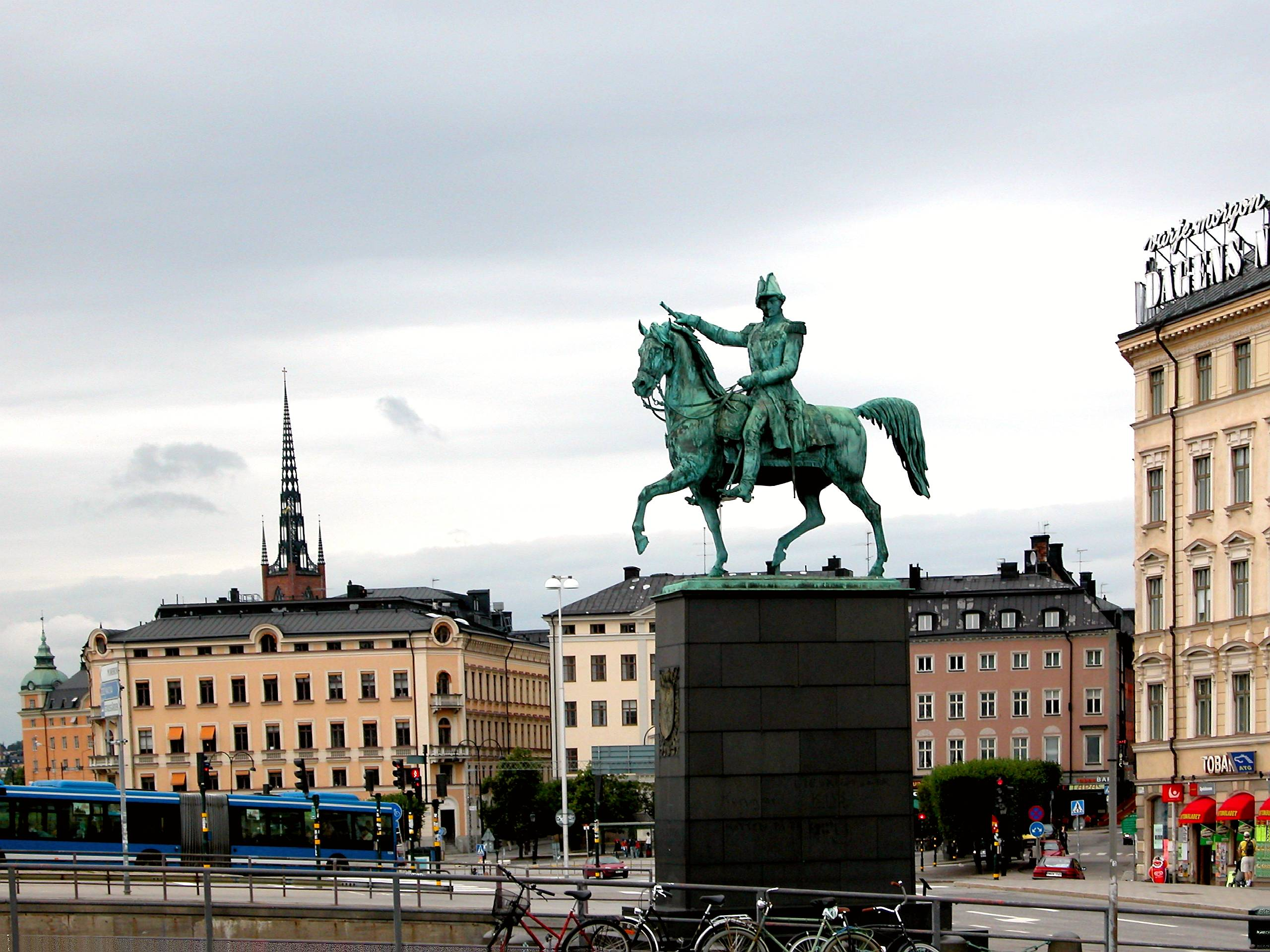
Karl XIV Johans staty med Kornhamnstorg i bakgrunden.

Statyn flyttas till Slottsbacken
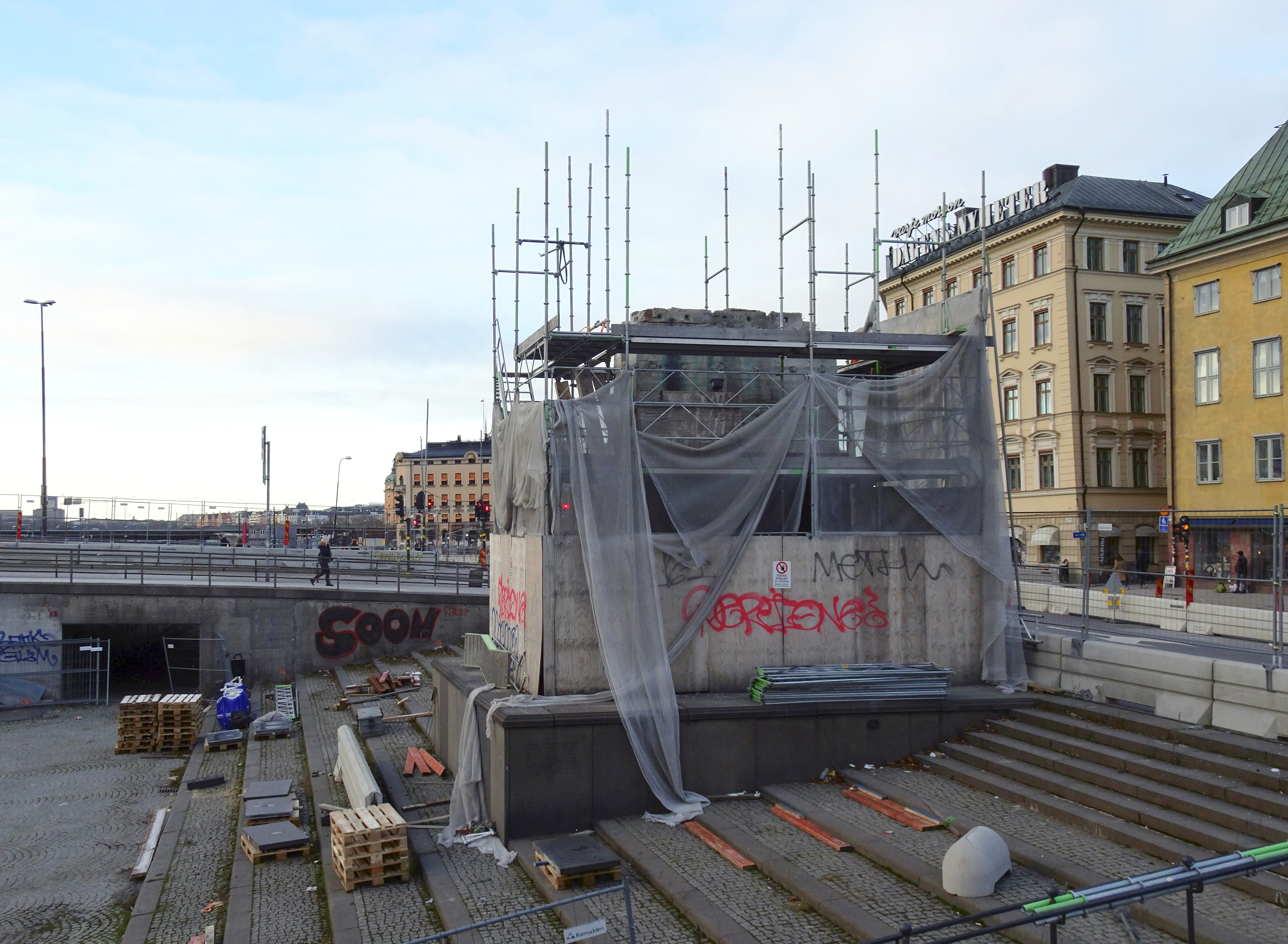
Vid Slussen, bara sockeln kvar, november 2015.
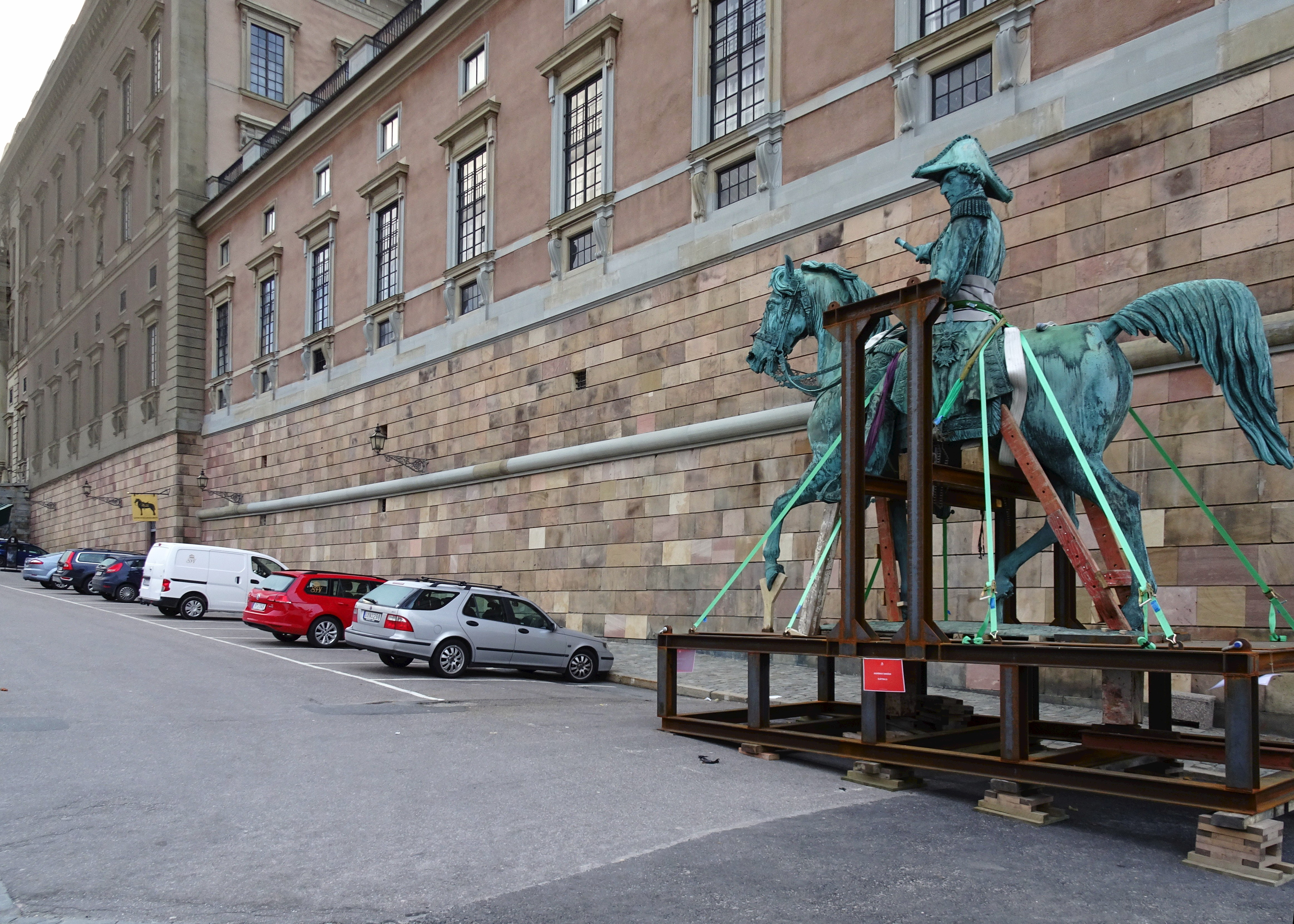
Utanför Stockholms slott, november 2015.
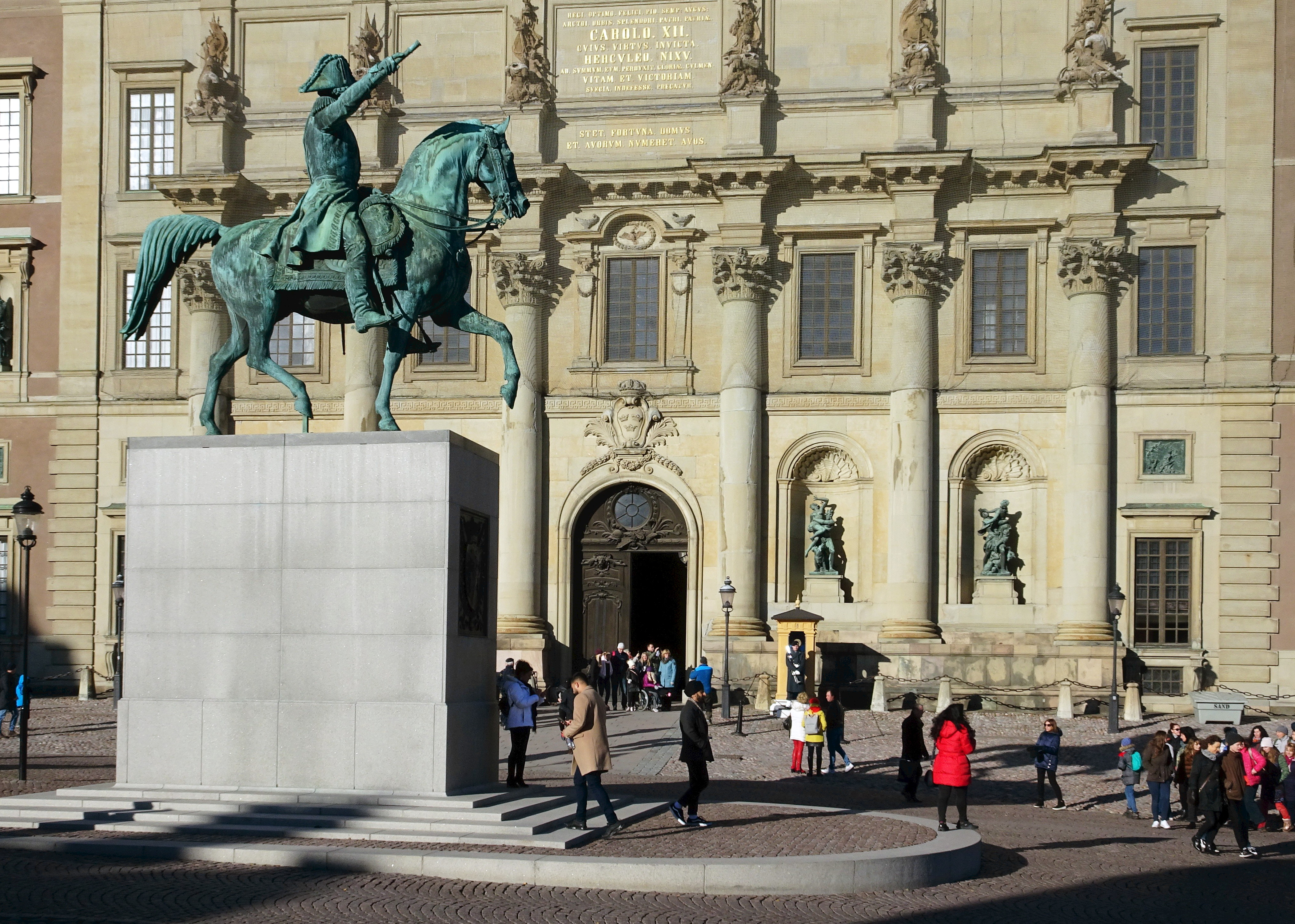
På Slottsbacken utanför Stockholms slott, oktober 2019.
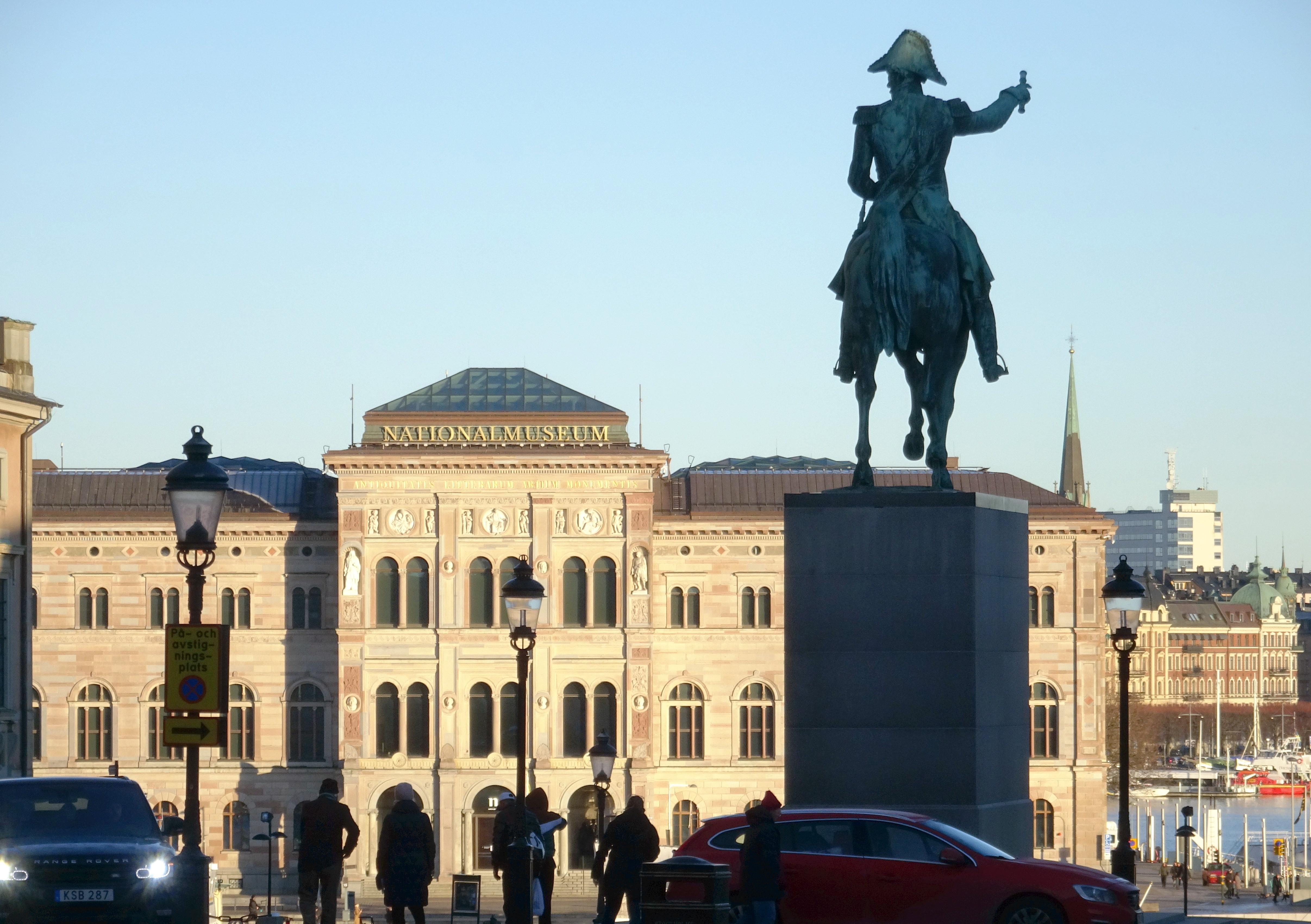
På Slottsbacken med Nationalmuseum i bakgrunden, december 2020.